# نبيذ ساخن
النبيذ الساخن أو الحارّ أو المُتَبَّل أو نبيذ المُلّ هو مشروب كحولي يُصنع عادةً من النبيذ الأحمر وأنواع مختلفة من التوابل، والزبيب في بعض الأحيان ويُقدم ساخنًا أو دافئًا. وهو مشروب تقليدي خلال فصل الشتاء، وخاصة في فترة عيد الميلاد. يُقدم عادةً في أسواق عيد الميلاد في أورُبة، وخاصة في ألمانيا والنمسا وسويسرا وكرواتيا ودول الشمال وشرق فرنسا. ومنه ضروبٌ غير كحولية منه.

## طالع أيضًأ
- بنش (مشروب)